# حلا الترک
حلا الترک (عربی: حلا الترك؛ زادهٔ ۱۵ ژوئیهٔ ۲۰۰۲) خواننده‌ای اهل بحرین است. پدر وی اهل بحرین و مادرش لبنانی است. در سن هفت سالگی و در سال ۲۰۰۹ وی فعالیت‌های هنری‌اش را با شرکت در استیج کودکان که از شبکه ابوظبی پخش شد شروع کرد. او پس از اینکه در برنامهٔ استعدادهای عرب گات تالنت در سال ۲۰۱۱ شرکت کرد در جهان عرب شناخته شد. سپس با چند آهنگ با نام‌های «بابا نزل معاشه (بابا حقوقش واریز شده)، «نامی (بخواب)» و «بنتی الحبوبة (دختر دوست داشتنی من) که شمار بینندگان آن به ۵۰۰ میلیون تن رسید به شهرت رسید.

## ترانه‌ها
| ترانه                   | نام عربی            | مدت زمان | سال تولید |
| ----------------------- | ------------------- | -------- | --------- |
| دختر دوستاشتنی من       | بنیتی الحبوبة       | ۴:۰۱     | ۲۰۱۱      |
| بابا حقوقش واریز شده    | بابا نزل معاشه      | ۴:۱۱     | ۲۰۱۲      |
| خسته شده‌ام              | زهقانة              | ۴:۴۱     | ۲۰۱۲      |
| ماه آمد                 | جاء القمر           | ۳:۰۵     | ۲۰۱۲      |
| خدایا منو ببخش          | یارب سامحنی         | ۳:۵۷     | ۲۰۱۲      |
| ملکهٔ بحرین              | مملکة البحرین       | ۲:۵۸     | ۲۰۱۳      |
| هپی هپی (خوشحال خوشحال) | هابی هابی           | ۴:۲۶     | ۲۰۱۳      |
| بخواب                   | نامی                | ۲:۴۸     | ۲۰۱۳      |
| ترن ترن                 | ترن ترن             | ۲:۳۲     | ۲۰۱۴      |
| در لحظه زندگی کن        | _                   | ۳:۳۵     | ۲۰۱۵      |
| آه ای ماه               | آه یا قمر           | ۴:۴۰     | ۲۰۱۵      |
| چرا من خیلی می‌ترسم      | لماذا أنا خائف جدا  | ۵:۱۱     | ۲۰۱۶      |
| تولدت مبارک             | عید میلاد سعید حماد | ۴:۳۱     | ۲۰۱۷      |
| زادگاهم را دوست دارم    | أعشق دیرتی          | ۳:۱۸     | ۲۰۱۷      |